# Contea di Surry (Carolina del Nord)
La contea di Surry (in inglese Surry County) è una contea dello Stato della Carolina del Nord, negli Stati Uniti. La popolazione al censimento del 2021 era di 6 530 abitanti. Il capoluogo di contea è Surry.

## Storia
La contea è stata costituita nel 1771 da Rowan County. È stata chiamata così in onore al paese natale in Inghilterra di William Tryon, governatore della Carolina del Nord dal 1765 al 1771.
Nel 1777 Surry County e Washington District (ora di Washington County, Tennessee) sono state unite per formare Wilkes County. Il primo tribunale permanente è stato creato a Richmond nel 1779, quello che oggi è il Old Richmond Township in Forsyth County vicino Donnaha. Tuttavia, nel 1789 la metà orientale della contea di Surry divenne Contea di Stokes, rendendo così il sito Richmond inutilizzabile per contea. Nel 1790, la sede della contea fu trasferita a Rockford dove è rimasto per oltre mezzo secolo. Nel 1850 la metà del restante territorio della regione sud del fiume Yadkin divenne Yadkin County.